# Todd Lodwick
Todd Lodwick (Steamboat Springs, 21 novembre 1976) è un ex combinatista nordico statunitense.

## Biografia
Todd Lodwick esordisce in Coppa del Mondo il 7 gennaio 1995 a Schonach in Germania giungendo ottavo in un'individuale Gundersen. Il 6 dicembre dello stesso anno conquista, nella medesima specialità, il suo primo successo sulle nevi di casa di Steamboat Springs. Nel 1996 si aggiudica la medaglia d'oro nell'individuale ai Mondiali juniores disputati nella località italiana di Asiago. Due anni dopo ritorna al successo, prima a Schonach (in una Gundersen) e poi a Oslo, in Norvegia, (in una gara a sprint), risultati che gli consentiranno di giungere 4º in classifica generale.
Otterrà altri successi nel 2001 e nel 2004, ma raggiungerà l'apice della carriera ai Mondiali del 2009 di Liberec, in Repubblica Ceca, dove vincerà due ori: il primo nella partenza in linea e il secondo nell'individuale Gundersen. Alla sua quinta partecipazione olimpica, Vancouver 2010, vince l'argento nella gara a squadre, mentre nella successiva edizione di Soči 2014 si classifica 34º nel trampolino normale, 30º nel trampolino lungo e 8º nella gara a squadre.

## Palmarès

### Olimpiadi
- 1 medaglia:
  - 1 argento (gara a squadre a Vancouver 2010)

### Mondiali
- 3 medaglie:
  - 2 ori (individuale dal trampolino normale, partenza in linea a Liberec 2009)
  - 1 bronzo (gara a squadre dal trampolino normale a Val di Fiemme 2013)

### Mondiali juniores
- 1 medaglie:
  - 1 oro (individuale ad Asiago 1996)

### Coppa del Mondo
- Miglior piazzamento in classifica generale: 4º nel 1998, nel 2000 e nel 2005
- 29 podi:
  - 6 vittorie
  - 10 secondi posti
  - 13 terzi posti

#### Coppa del Mondo - vittorie
| Data             | Località                | Nazione     | Trampolino            | Spec.        |
| ---------------- | ----------------------- | ----------- | --------------------- | ------------ |
| 6 dicembre 1995  | Steamboat Springs       | Stati Uniti | Howelsen K88          | IN NH/15 km  |
| 3 gennaio 1998   | Schonach                | Germania    | Langenwaldschanze K90 | IN NH/15 km  |
| 13 marzo 1998    | Oslo                    | Norvegia    | Holmenkollen K112     | SP LH/7,5 km |
| 25 gennaio 2001  | Steamboat Springs       | Stati Uniti | Howelsen K114         | IN LH/15 km  |
| 1º dicembre 2001 | Lillehammer/Beitostølen | Norvegia    | Lysgårdsbakken K120   | IN LH/15 km  |
| 4 gennaio 2004   | Schonach                | Germania    | Langenwaldschanze K90 | IN NH/15 km  |

Legenda:

IN = individuale Gundersen

SP = sprint

NH = trampolino normale

LH = trampolino lungo